# Psychoanalytisch-interaktionelle Methode
Die psychoanalytisch-interaktionelle Methode (PIM) ist eine ursprünglich in Gruppen, dann auch in Einzeltherapien eingesetzte Form des psychotherapeutischen Arbeitens. Sie eignet sich besonders für Menschen mit Störungen in ihren sozialen Beziehungen, mit sogenannten „strukturellen“ Störungen (oft als Persönlichkeitsstörungen diagnostiziert), Abhängigkeitserkrankungen und für Menschen in akuten Krisen. Sie wurde als eine der Methoden des „Göttinger Modells der Gruppenpsychotherapie“ (Annelise Heigl-Evers und Franz Heigl) in den 1970er Jahren konzeptualisiert und seither kontinuierlich weiterentwickelt.

## Anwendung
Bei der PIM werden Beziehungen, die in Gruppen oder auch in Beziehung zwischen Patient und Psychotherapeut entstehen, mit psychoanalytischen und entwicklungspsychologischen Konzepten verstanden. Die Therapeuten geben interpersonelles Feedback als ein „antwortendes“ Gegenüber. Das Verfahren wird auch außerhalb des therapeutischen Bereichs genutzt, um interpersonelle Beziehungen genauer wahrzunehmen, zu verstehen und mit solchen umzugehen. Das Verfahren eignet sich, um Patienten mit sogenannten strukturellen Störungen zu behandeln. Dazu zählen narzisstische und Borderline-Persönlichkeitsstörungen, präpsychotische Störungen, psychosomatische Erkrankungen, Traumafolgestörungen sowie Abhängigkeits- und Suchterkrankungen. Modifikationen der PIM werden in der sozialpädagogischen Arbeit mit gewalttätigen und straffälligen Menschen genutzt. Die Behandlung mit der PIM achtet besonders auf Störungen der Entwicklung der Persönlichkeit und die aktuelle Beziehungsgestaltung von Patienten, nicht auf unbewusste Konflikte.
Die Methode hat sich im stationären Bereich und für Beratungen in Krisensituationen bewährt. Sie findet auch Anwendung in der Einzeltherapie zur Behandlung von Erwachsenen, Jugendlichen und Kindern und in der Sozialen Arbeit. Dadurch entsteht ein vielfältiger Anwendungsbereich in verschiedenen therapeutischen und sozialtherapeutischen Feldern in der Psychiatrie und Psychotherapie, in der Therapie von Abhängigkeitskranken, in sozialtherapeutischen Einrichtungen, in der forensischen Psychiatrie, in therapeutischen Abteilungen im Strafvollzug und anderen.

## Rolle des Therapeuten
Charakteristisch für die PIM ist die aktive Haltung des Therapeuten, der dem Patienten als Gegenüber Rückmeldungen aus seiner Perspektive („Antworten“) gibt. Er spiegelt sein subjektives Erleben in Abstimmung auf den Patienten und gibt dieses, soweit es der Entwicklung eines Patienten oder einer Patientin dient, therapeutisch gezielt und selektiv zu erkennen. Dabei greift er mit seinen Interventionen das prozedurale Beziehungswissen des Patienten auf, mit welchem dieser interpersonelle Interaktionen reguliert und seine zwischenmenschlichen Beziehungen gestaltet.

## Weiterbildung
Weiterbildungen im Bereich der PIM richten sich an ärztliche und psychologische Psychotherapeuten, Sozialarbeiter und Pädagogen, Diplom- und Sonderpädagogen und andere Berufsgruppen, die sich im therapeutischen Praxisfeld bewegen oder Interesse am Arbeiten mit Gruppen haben.